# 今野安健
今野 安健（こんの やすたけ、1971年（昭和46年）10月12日 - ）は、日本の陶芸家。

## 略歴
- 1971年（昭和46年）10月12日、山形県鶴岡市家中新町に生れる。
- 1990年（平成2年）、高等学校を卒業する。
  - 大学に進学し日本大学芸術学部美術学科に入学。
- 1994年（平成6年）、同大学を卒業する。
- 1995年（平成7年）、有田藤悦製陶所に勤務する。
- 1996年（平成8年）、中川自然坊に師事する。
- 2002年（平成14年）、鶴岡市に焼き窯を作り独立する。
- 2004年（平成16年）10月16日、季刊「陶磁郎」（双葉社）で白い器が紹介される。
- 2008年（平成20年）6月21日、田鶴濱守人と二人展。

## 主な参考文献
- 「あつみ観光新聞」第2号（2004年10月）